# کارول آندره
کارول آندره (فرانسوی: Carole André‎؛ زادهٔ ۱۱ مارس ۱۹۵۳) یک بازیگر اهل فرانسه است. وی بین سال‌های ۱۹۶۷ تا ۲۰۰۷ میلادی فعالیت می‌کرد.
از فیلم‌هایی در آنها نقش داشته می‌توان به مرگ در ونیز، دیلینجر مرده‌است، پروانه خون‌آلود و سپیددندان اشاره کرد.